# Dérive conceptuelle
En analyse prédictive et en apprentissage automatique, on parle de dérive conceptuelle lorsque les propriétés statistiques de la variable cible, que le modèle essaie de prédire, évoluent au cours du temps d'une manière imprévue. Ceci pose des problèmes parce que les prédictions deviennent moins exactes au fur et à mesure que le temps passe. La notion de Concept se réfère à la mesure que l'on veut prédire. Plus généralement, il peut faire référence à d'autres phénomènes intéressants en dehors des concepts cibles, tels que les entrées. La dérive conceptuelle est une des contraintes en fouille de flux de données.     

## Définitions
Mihai M. Lazarescu
définit la dérive conceptuelle en termes de consistance et de persistance.

Définition 1 : soit {\displaystyle \theta _{t}} le concept à l'instant t=0,1,...n et soit {\displaystyle \epsilon _{t}=\theta _{t}-\theta _{t-1}} le changement de concept entre les instants t-1 et t. Un concept est consistant si  {\displaystyle \epsilon _{t}\leq \epsilon _{c}} où {\displaystyle \epsilon _{c}} est un seuil de consistance prédéfini.

Définition 2 : soit {\displaystyle \mathrm {X} } la taille de la fenêtre temporelle contenant les observations. Un concept est persistant si {\displaystyle \epsilon _{t-p},\epsilon _{t-p+1},...,\epsilon _{t}\leq \epsilon _{c}} et {\displaystyle p\geq {\frac {\mathrm {X} }{2}}} où p est la persistance du changement, c'est-à-dire le nombre d'observations consécutives pendant lesquelles le changement est consistant.

Définition 3 : La dérive est permanente si elle est à la fois persistante et consistante. La dérive est virtuelle si elle est consistante mais pas persistante. La dérive est considérée comme du bruit si elle n'est ni consistante, ni persistante.

## Prise en compte
La prise en compte de la dérive conceptuelle en fouille de flux de données se fait soit implicitement, soit explicitement.

### Implicite
La prise en compte implicite se fait par l'intermédiaire du stockage de l'information.
- Si les statistiques sur les observations sont entièrement stockées, celles-ci sont pondérées par leur ancienneté en mémoire. Plus elles sont âgées et moins elles ont d'importances. La diminution du poids des observations âgées se fait linéairement ou d'une manière exponentielle.
- Si les statistiques conservées en mémoire sont celles des observations des plus récentes, celles-ci sont utilisées avec des fenêtres temporelles fixes ou bien adaptatives.

Dans ces deux cas la prise en compte de la dérive conceptuelle se fait par l'oubli, on ne tient compte que des observations les plus récentes et on oublie les plus anciennes.
Les algorithmes basés sur les classifieurs multiples (les méthodes-ensembles) tels que DWM, « LIFT-based weight assigning » et « adaptive classifiers for changing environments (ACE) » utilisent cette approche.

### Explicite
La prise en compte explicite s'effectue par l'intermédiaire de méthodes de détections.
- Certaines utilisent des indicateurs comme l'exactitude, le rappel et la précision pour détecter le changements de concepts. On trouve dans cette catégorie des algorithmes tel que FLORA et FLORA2.
- D'autres utilisent deux fenêtres temporelles, l'une comme référence, l'autre contenant les plus récentes observations[7]. VFDT de Joao Gama utilise cette technique.